# Pedro Barreto
Pour les articles homonymes, voir Barreto.
Pedro Barreto, né le 12 février 1944 à Lima (Pérou), est un prêtre jésuite péruvien, vicaire apostolique de Jaén de 2001 à 2004 et archevêque de Huancayo de 2004 à 2024. Il a été créé cardinal par le pape François au consistoire du 28 juin 2018.

## Biographie

### Formation
Pedro Ricardo Barreto Jimeno, usuellement Pedro Barreto, étudie au collège de l'Immaculée (es) de Lima puis entre au noviciat de la Compagnie de Jésus le 30 mai 1961. En juillet 1967, il poursuit des études en philosophie à la faculté de Philosophie de la Compagnie de Jésus d'Alcala de Henares, en Espagne. Puis, en 1972, il étudie la théologie à l'école pontificale et civile de Lima et à l'université privée Marcelino-Champagnat.
Le 18 décembre 1971, il est ordonné prêtre au sein de la Compagnie de Jésus. 
De retour au Pérou, il est nommé recteur du séminaire du Sacré-Cœur et curé de la paroisse Sainte-Marie-Auxiliatrice, ainsi que membre du Comité consultatif diocésain pour les laïcs, du Conseil des prêtres et du Collège des consulteurs du diocèse de Callao. Il est également nommé, en 2000, vicaire général de l'évêque de Callao et vice-président du Conseil pastoral diocésain.

### Épiscopat
Le 21 novembre 2001, le pape Jean-Paul II le nomme vicaire apostolique de Jaén et évêque titulaire d'Acufida (de). Il est ensuite consacré le 1er janvier 2002 par José María Izuzquiza Herranz, assisté de Luis Bambarén Gastelumendi et Rino Passigato. Il est installé à la tête du vicariat le 6 janvier 2002.
Le 17 juillet 2004, le pape Jean-Paul II le nomme archevêque de Huancayo. Il est alors installé le 5 septembre suivant, en la basilique-cathédrale de la Très-Sainte-Trinité de Huancayo et reçoit le pallium des mains du pape Benoît XVI le 29 juin 2005.
Au cours de son épiscopat, il est président de la Commission épiscopale pour l'action sociale, président du département de la justice et de la solidarité du Conseil épiscopal latino-américain et secrétaire adjoint puis vice-président de la Conférence épiscopale péruvienne (2006-2009 puis 2012-2015).[source insuffisante]
Militant de la cause des populations autochtones, notamment affectées par les industries d'extraction minière en Amérique latine, il fonde en 2015 le Réseau ecclésial panamazonien (REPAM), chargé de sauvegarder la forêt amazonienne et sa population. Le réseau est approuvé le 2 mars suivant par le pape François.
Le 20 mai 2018, le pape François annonce que Barreto sera créé cardinal au consistoire du 28 juin 2018. Il est créé cardinal-prêtre des Santi Pietro e Paolo a Via Ostiense.
Il atteint la limite d'âge le 12 février 2024, ce qui l'empêche de participer aux votes lors du prochain conclave. Le même jour, le pape François accepte sa démission comme archevêque.

## Distinctions
- Médaille du Congrès de la République du Pérou, 2011.
- Prix national des droits de l'homme.